# Artur Stanislawowitsch Jerschow
Artur Stanislawowitsch Jerschow (russisch Артур Станиславович Ершов; englische Transkription Artur Ershov; * 7. März 1990 in Werchnjaja Pyschma, Oblast Swerdlowsk, Russische SFSR, UdSSR) ist ein russischer Radrennfahrer, der Rennen auf Bahn und Straße bestreitet.

## Sportliche Karriere
Artur Jerschow wurde 2007 in Cottbus Bahnrad-Europameister in der Einerverfolgung der Juniorenklasse. In den folgenden Jahren war er mehrfach mit wechselnden Partnern bei Bahneuropa- sowie Weltmeisterschaften in der Mannschaftsverfolgung erfolgreich. 2011 errang er bei der Sommer-Universiade im chinesischen Shenzhen Gold im Punktefahren und im Mannschaftszeitfahren sowie Silber in der Verfolgung.
Von 2012 bis 2017 war Jerschow Mitglied im UCI ProTeam Gazprom-RusVelo. 2012 entschied er eine Etappe der Tour of Qinghai Lake für sich und 2014 die Grand Prix Udmurtskaya Pravda. 2015 wurde er Weltmeister im Punktefahren. 2016 gewann er mit dem Team Gazprom-RusVelo das Mannschaftsfahren der Settimana Internazionale
Seit 2018 fuhr Jerschow auf ausschließlich auf Vereinsebene und startete vorrangig bei Rennen in seiner Heimat Russland sowie bei verschiedenen Rennen der UCI Europe Tour in der Türkei. 2020 sicherte er sich für das Marathon-Tula Cycling Team die Gesamtwertung der Tour of Mevlana. 2018 gewann er im Trikot der Nationalmannschaft eine Etappe der Vuelta Ciclista a Costa Rica.

## Erfolge

### Bahn
2007
- Junioren-Europameister – Einerverfolgung

2008
- Weltcup in Cali – Mannschaftsverfolgung (mit Waleri Kaikow, Leonid Krasnow und Wladimir Schtschekunow)
- Junioren-Weltmeisterschaft – Mannschaftsverfolgung (mit Konstantin Kuperassow, Wiktor Schmalko und Matwei Subow)

2010
- U23-Europameister – Punktefahren, Mannschaftsverfolgung (mit Sergei Tschernezki, Waleri Kaikow und Sergei Schilow)

2011
- U23-Europameisterschaft – Einerverfolgung, Mannschaftsverfolgung (mit Maxim Kosirew, Kirill Sweschnikow und Sergei Tschernezki)
- Universiade – Einerverfolgung
- Universiadesieger – Punktefahren

2012
- UIV Cup – Berlin (mit Iwan Sawizki)
- Europameister – Mannschaftsverfolgung mit Waleri Kaikow, Alexei Markow und Alexander Serow

2013
- Russischer Meister – Mannschaftsverfolgung mit Jewgeni Kowaljow, Iwan Sawizki und Alexander Serow

2015
- Weltmeister – Punktefahren

### Straße
2011
- Universiade – Mannschaftszeitfahren

2012
- eine Etappe Tour of Qinghai Lake

2014
- Gesamtwertung und eine Etappe Grand Prix Udmurtskaya Pravda

2016
- Mannschaftszeitfahren Settimana Internazionale

2018
- eine Etappe Vuelta Ciclista a Costa Rica

2020
- Gesamtwertung Tour of Mevlana